# 緒方桃子
緒方 桃子（おがた ももこ、1994年〈平成6年〉 4月3日 -）は、日本のフリーアナウンサー。

## 経歴・人物
鹿児島県鹿児島市出身。小学生のときからミュージカルを習う。
鹿児島県立甲南高等学校で放送部に所属し、2年生であった2011年（平成23年）、第58回・NHK杯全国高校放送コンテスト朗読部門で優勝。翌2012年（平成24年）3月、第84回選抜高等学校野球大会で開会式並びに閉会式の司会を務めた。その後、早稲田大学社会科学部に進学し、学園祭の実行委員に参加。
大学卒業後、MBC南日本放送のアナウンサーとなる。2018年（平成30年）より病気休職していたが、2020年（令和2年）6月に職場復帰。2022年（令和4年）4月30日付でMBC南日本放送を退職。
同年春に結婚し、フリーアナウンサーとなる。

## 過去の担当番組
- ニュース
- 歌のない歌謡曲[注釈 1]
- 私たちの作文